# Huernia hystrix
Huernia hystrix är en oleanderväxtart. Huernia hystrix ingår i släktet Huernia och familjen oleanderväxter.

## Underarter
Arten delas in i följande underarter:
- H. h. hystrix
- H. h. parvula